# حمله‌های نوامبر ۲۰۱۵ پاریس
در ۱۳ نوامبر ۲۰۱۵ ساعت ۲۱:۱۶ به وقت اروپای مرکزی، یک رشته از حمله‌های هماهنگ‌شدهٔ تروریستی متشکل از تیرباران‌های دسته‌جمعی و بمب‌گذاری‌های انتحاری در منطقه‌های یکم، دهم و یازدهم شهر پاریس، فرانسه منجر به کشته شدن ۱۳۰ نفر و مصدومیت ۳۶۸ نفر شد. این حمله‌های تروریستی در نزدیکی ورزشگاه استاد دو فرانس در سن-دنی، شمال پاریس، و ایل دو فرانس به وقوع پیوست حداقل سه انفجار جداگانه و شش تیراندازی در محدودهٔ پاریس گزارش شد، و یک گروگان‌گیری در تئاتر بتکلان انجام شد که بین ۶۰ تا ۱۰۰ نفر گروگان گرفته شده‌بودند.
طی این حادثه ۱۳۰ نفر که ۸۷ نفر از آنها در تئاتر بتکلان بوده‌اند کشته شدند. بیش از ۳۶۸ نفر بر اثر حمله‌ها مجروح شده که وضعیت ۹۹ نفر آن‌ها وخیم اعلام شد. به علاوه کشته‌شدگان غیرمسلح، هفت نفر از مهاجمان نیز کشته‌شدند. یک گزارش بیان داشته که نه فرد مسلح درگیر بوده‌اند. شبکه رادیویی فرانسوی یورو وان گزارش داد که سه نفر به‌طور بالقوه در حمله‌ها درگیر بوده‌اند.
در یک بیانیهٔ تلویزیونی در ساعت ۲۳:۵۸، فرانسوا اولاند، رئیس‌جمهور فرانسه وضعیت فوق‌العاده و انسداد تمامی مرزهای فرانسه به صورت موقت را اعلام کرد. پس از حادثه شورش‌های ۲۰۰۵ فرانسه این نخستین باری است که فرانسه وضعیت فوق‌العاده اعلام می‌کند. این حمله‌ها پس از جنگ جهانی دوم مرگبارترین واقعه‌ای است که در فرانسه تاکنون اتفاق افتاده است. این حمله‌ها همچنین خونبارترین حادثه در اتحادیه اروپا پس از بمب‌گذاری ۲۰۰۴ قطار مادرید می‌باشد در روز ۱۴ نوامبر، دولت اسلامی عراق و شام مسئولیت این حملات تروریستی را بر عهده گرفت. گمان زده می‌شود که عاملان این حملات از شبکه پلی‌استیشن در پلی‌استیشن ۴ برای برقراری ارتباط با یکدیگر استفاده می‌کرده‌اند که بسیار پیچیده و دشوار برای ردیابی است.

## حملات
۱۳ نوامبر:
- ۱۶: ۲۱ – نخستین حمله انتحاری در ورزشگاه استاد دو فرانس [] Error: [undefined] Error: {{Lang}}: فاقد متن (راهنما): فاقد متن (راهنما).
- ۲۰: ۲۱ – انفجار انتحاری دوم در ورزشگاه استاد دو فرانس.
- ۲۵: ۲۱ – تیراندازی در «رو بیشا».
- ۳۲: ۲۱ – تیراندازی در «رو دو لا فونتن-او-روا».
- ۳۶: ۲۱ – تیراندازی در رو دو شارون.
- ۴۰: ۲۱ – حمله انتحاری در بلوار ولتر.
- ۴۰: ۲۱ – ورود ۴ مرد مسلح به تئاتر بتکلان و شروع تیراندازی.
- ۵۳: ۲۱ – سومین انفجار در ورزشگاه استاد دو فرانس.
- ۰۰: ۲۲ – شروع گروگانگیری در تئاتر بتکلان.

۱۴ نوامبر:
- ۲۰: ۰۰ – ورود نیروهای امنیتی به تئاتر بتکلان.
- ۵۸: ۰۰ – پایان گروگانگیری در تئاتر بتکلان با دخالت پلیس.

به وقت اروپای مرکزی.

حداقل هفت حمله مختلف شامل شش حادثه تیراندازی و شش بمبگذاری صورت گرفته است. تیراندازی‌ها در محدوده خیابان لا فونتن-او-روا، خیابان شارون، و خیابان بتکلان گزارش شده است.

## انفجارهای ورزشگاه استاد دو فرانس
در یک انفجار در یک بار نزدیکی ورزشگاه استاد دو فرانس در سن دنی حومه پاریس حداقل ۱۰ نفر کشته یا مجروح شده‌اند. رئیس‌جمهور فرانسه، فرانسوا اولاند در ساعت ۹ به وقت محلی در ورزشگاه استاد دو فرانس، یک مسابقه دوستانه بین‌المللی فوتبال بین فرانسه و آلمان حضور داشت. اولاند بدون خطر از محل حادثه منتقل شد و با برنار کازنو وزیر کشور فرانسه دیدار کرد تا برای پاسخ به این وضعیت اورژانسی آماده شود. بازی به صورت زنده از تلویزیون پخش می‌شد. در زمان انفجارها مسابقه هنوز ادامه داشت. این مسابقه با نتیجهٔ دو بر صفر به نفع فرانسه به پایان رسیده است.

## تیراندازی‌های خیابانی

### تیراندازی پتی کامبوج و لو کاریون
هر دو در رو بیشا نزدیکی کانال سن-مارتن مستقر شده است و در تیراندازی در رستوران پُتی کامبوج ("کامبوج کوچک") در منطقه ده پاریس که در نتیجه ۷ نفر کشته شدند. مهاجمان همچنین در خارج از باری به نام لو کَریون در نزدیکی کانال سن-مارتن تیراندازی کردند. به گزارش آسوشیتد پرس از نقل قول یک افسر پلیس، ۱۱ نفر در رستوران کشته شده‌اند.

### تیراندازی لا بل اکیپ
در رستوران لا بِل اِکیپ در رو دو شارون در منطقه یازده پاریس تیراندازی شد.

### قتل‌عام تئاتر بتکلان

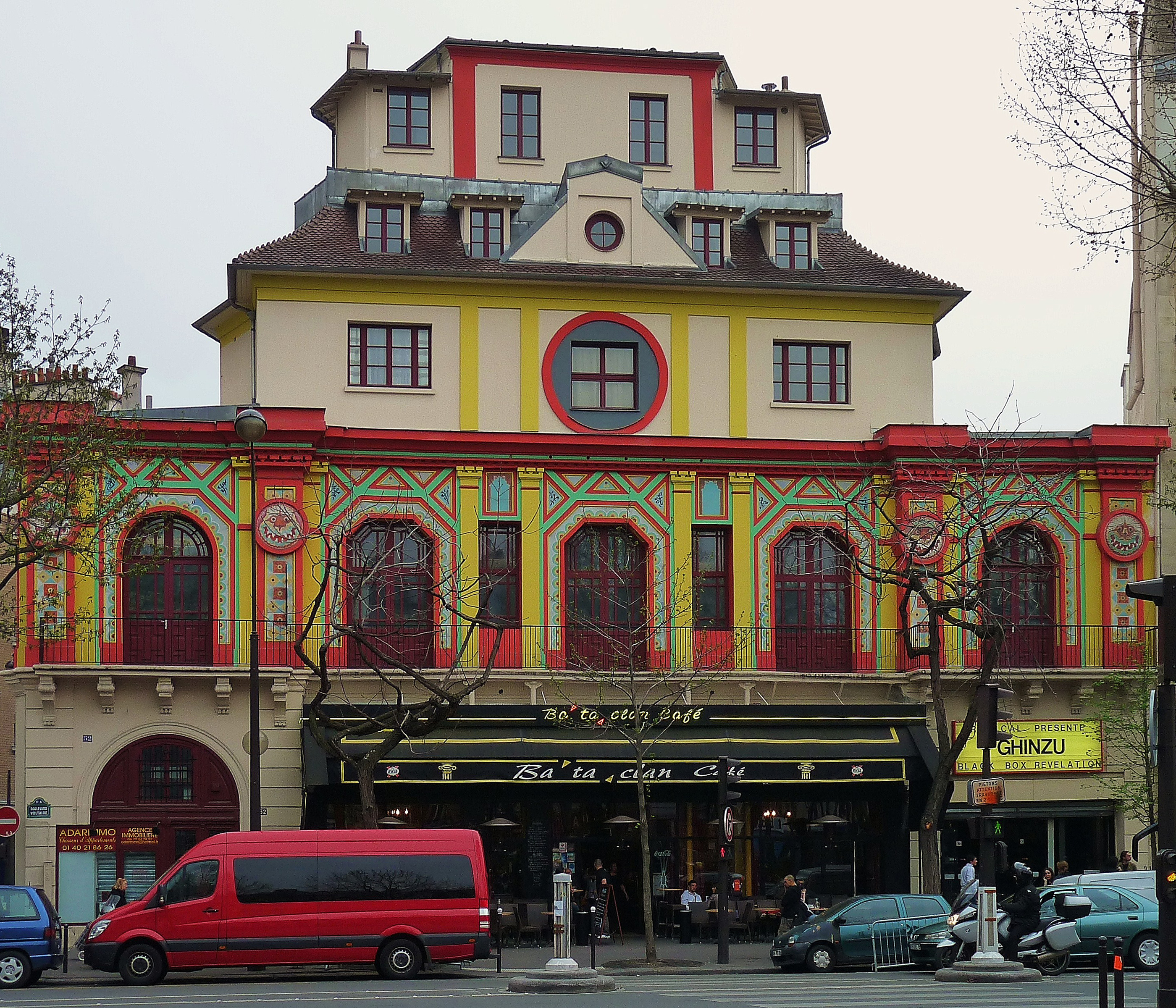

تیراندازی و گروگانگیری در تئاتر بتکلان در بلوار وولتر در منطقه یازده پاریس جایی که گروه راک آمریکایی ایگلز آو دث متال برنامه داشته به وقوع پیوسته است. جسی هاگز خواننده گروه از درب پشتی فرار کرده است میان ۶۰ تا ۱۰۰ نفر به گروگان گرفته شده‌بودند. چند تن از نجات یافتگان اعلام کردند که حمله‌کنندگان به دخالت فرانسوا اولاند در سوریه معترض بوده و این حمله در انتقام از این دخالت انجاره می‌گیرد. شاهدان شمار حمله‌کنندگان را پنج یا شش نفر اعلام کردند.
حملات بیشتری به پلیس گزارش شده بود که نخستین پاسخ‌دهندگان پس از گزارش‌های اولیه تیراندازی در داخل تئاتر به محل حادثه رسیدند. به گفته یک افسر پلیس حاضر در محل حادثه یکی از مهاجمان در بتکلان مواد منفجره داشت. ژولین پیرس، خبرنگار اروپ ۱، گفته است که خودش مردان مسلحی را دیده است که وارد بتکلان شده‌اند، و دو یا سه نفر از آنها که نقاب نزده بودند بیرون آمدند و بی‌هدف به سوی جمعیت آتش گشودند. محاصره در ساعت ۰:۵۸ CET به وقت محلی به پایان رسیده است. بر پایه برآوردهای پلیس که گزارش نموده ۱۰۰ نفر در تئاتر کشته شده‌اند.

## پس از حملات
نزدیک به ۱۵۰۰ نفر از نیروهای ارتش در پاریس مستقر شده‌اند. رسانه‌های بلژیک گزارش داده‌اند که پلیس این کشور روز شنبه به محله‌ای در بروکسل، پایتخت، یورش برده و یک نفر را در ارتباط با حملات پاریس دستگیر کرده است. شبکه اسکای گزارش داده است که سه نفر از مهاجمان ساکن بروکسل بوده‌اند. شماری از شهروندان ایرانی در مقابل سفارت فرانسه در تهران حاضر شده و شمع روشن کرده‌اند. آنها همچنین به احترام کشته‌شدگان، جلوی سفارت گل گذاشته‌اند. رویترز به نقل از وزیر ورزش روسیه می‌گوید که به دنبال حملات روز گذشته پاریس، تدابیر امنیتی در ورزشگاه‌های روسیه تشدید خواهد شد.

### رسانه‌های اجتماعی و واکنش‌های مردمی
در شب پس از حملات شهرداریِ شهرهای لندن پایتخت انگلیس، برلین پایتخت آلمان، تورنتو، دابلین و نیویورک، ابتکار به خرج داده و در سریع‌ترین زمان ممکن نسبت به وقوع این حادثه، رنگ نورپردازی‌های آثار تاریخی و سمبل‌ها در کشورهایشان را به رنگ پرچم فرانسه، آبی و سفید و قرمز تغییر دادند.

## کشته‌شدگان
| ملیت                | کشته | زخمی | کل  |
| ------------------- | ---- | ---- | --- |
| فرانسه              | ۱۰۱  | ۳۸۷  | ۴۸۷ |
| بلژیک               | ۳    | ۰    | ۳   |
| شیلی                | ۳    | ۰    | ۳   |
| پرتغال              | ۳    | ۰    | ۳   |
| مکزیک               | ۲    | ۱    | ۳   |
| رومانی              | ۲    | ۱    | ۳   |
| الجزایر             | ۲    | ۰    | ۲   |
| آلمان               | ۲    | ۰    | ۲   |
| ایالات متحده آمریکا | ۲    | ۰    | ۲   |
| تونس                | ۲    | ۱    | ۳   |
| ونزوئلا             | ۱    | ۲    | ۳ · |
| ایتالیا             | ۱    | ۲    | ۳   |
| اسپانیا             | ۱    | ۱    | ۲   |
| مراکش               | ۱    | ۱    | ۲   |
| سوئد                | ۱    | ۱    | ۲   |
| سنگال               | ۱    | ۰    | ۱   |
| بریتانیا            | ۱    | ۰    | ۱   |
| صربستان             | ۰    | ۷    | ۷   |
| هلند                | ۰    | ۳    | ۳   |
| برزیل               | ۰    | ۲    | ۲   |
| استرالیا            | ۰    | ۱    | ۱   |
| اتریش               | ۰    | ۱    | ۱   |
| چین                 | ۰    | ۱    | ۱   |
| کلمبیا              | ۰    | ۱    | ۱   |
| جمهوری ایرلند       | ۰    | ۱    | ۱   |
| سوئیس               | ۰    | ۱    | ۱   |
| مجموع تمام ملیت‌ها   | ۱۳۰  | ۴۱۵  | ۵۴۴ |

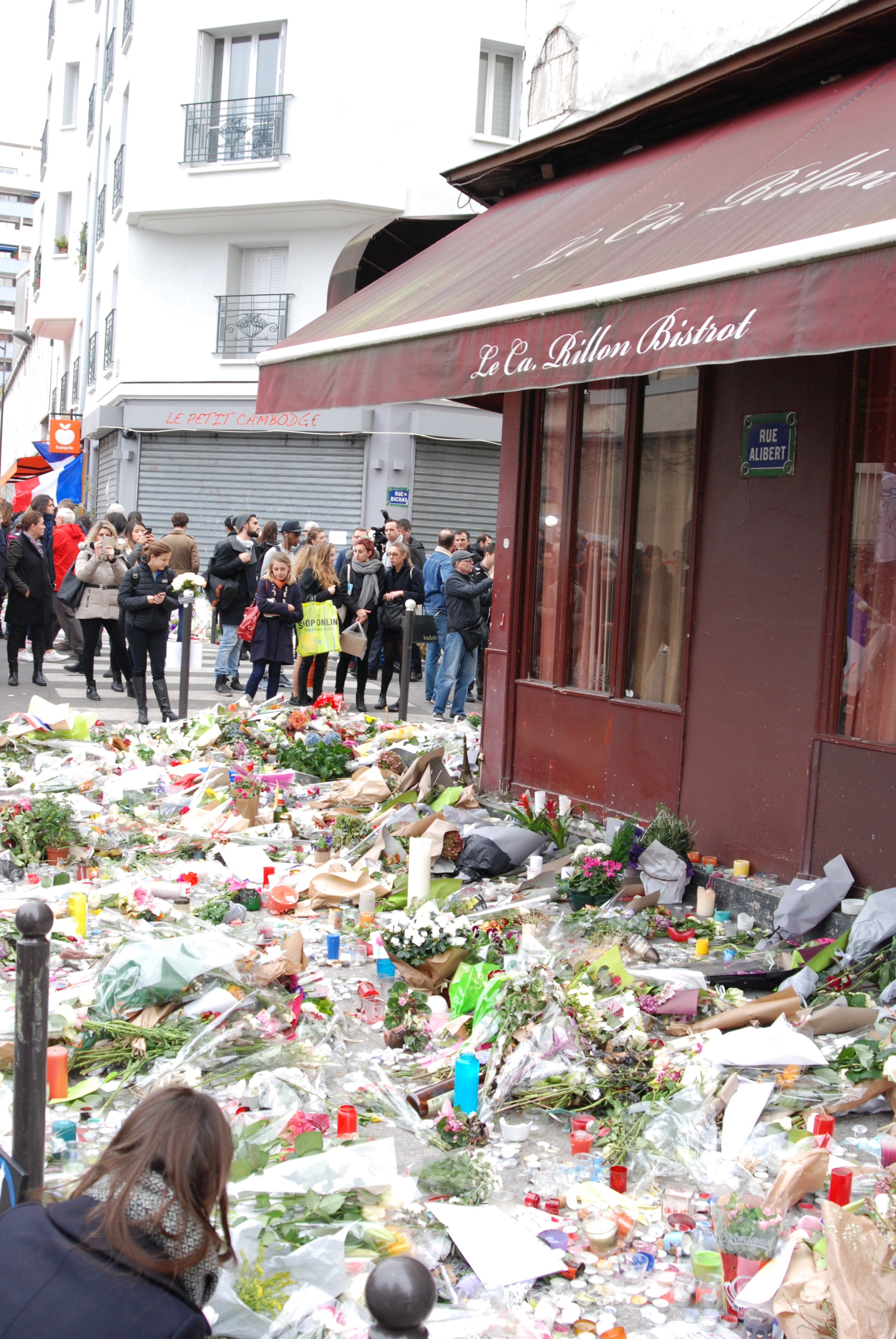

در طی این حملات ۱۳۰ نفر کشته و ۳۶۸ نفر مجروح شده‌اند، به‌همراه ۹۹ نفر که وضیعتشان وخیم گزارش شد. وزرات امور خارجه سوئد کشته‌شدن حداقل یک تبعه سوئد و یک نفر دیگر مجروح را گزارش داده است. به گفته دیدیه ریندر، وزیر امور خارجه بلژیک دو نفر درگذشتگان تبعه بلژیک و از اهالی لیژ بوده‌اند. وزیر امور خارجهٔ استرالیا، جولی بیشاپ، به رسانه‌ها خبر داد که یک استرالیایی مجروح اعلام شد. مسئولین پرتغالی خبر داده‌اند که حداقل یک شهروند پرتغالی در حملات درگذشته است. وزارت امور خارجه رومانی خبرداد است که دو شهروند رومانی در حملات درگذشته‌اند.
سفارت ایران در پاریس و حسن قشقاوی، معاون امور کنسولی وزارت امور خارجه ایران اعلام کرده‌اند که هیچ شهروند ایرانی در میان قربانیان حوادث پاریس نبوده است.
رهبران کشورهای اتحادیهٔ اروپا، روز دوشنبه را در سراسر کشورهای عضو این اتحادیه عزای عمومی اعلام کرده‌اند.

### واکنش‌های بین‌المللی
شماری از رؤسای کشورها، رؤسای دولت‌ها، سریر مقدس، و سازمان ملل در پی حملات، پیام‌های تسلیت و همبستگی ارسال نموده‌اند.

## نگارخانه

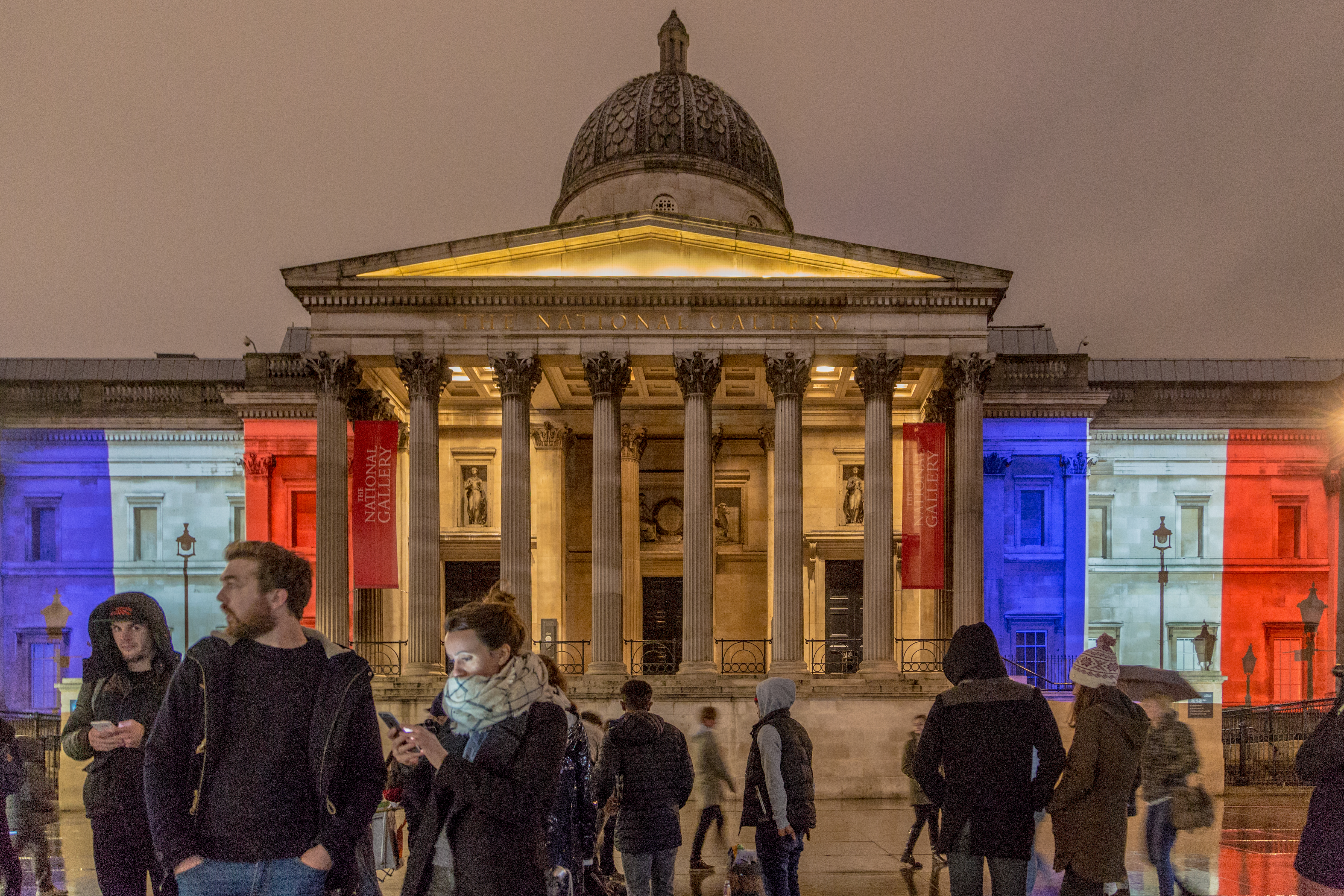
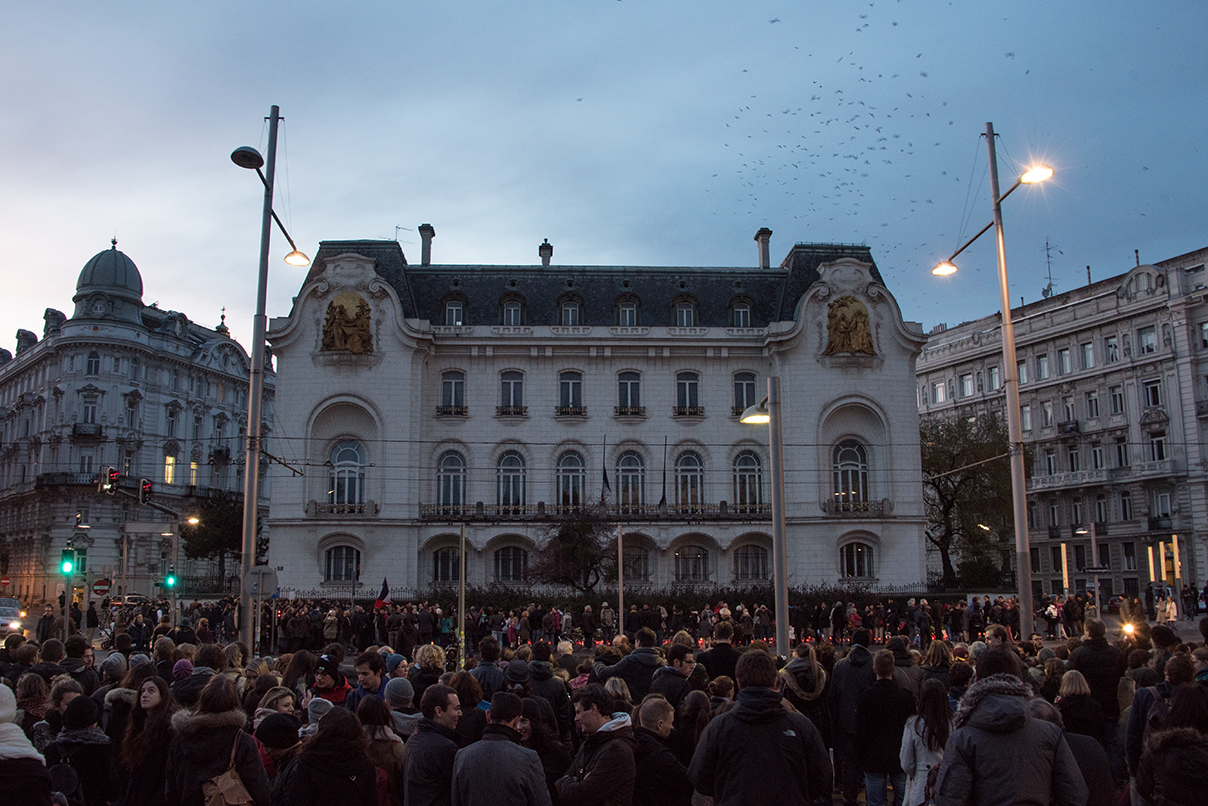
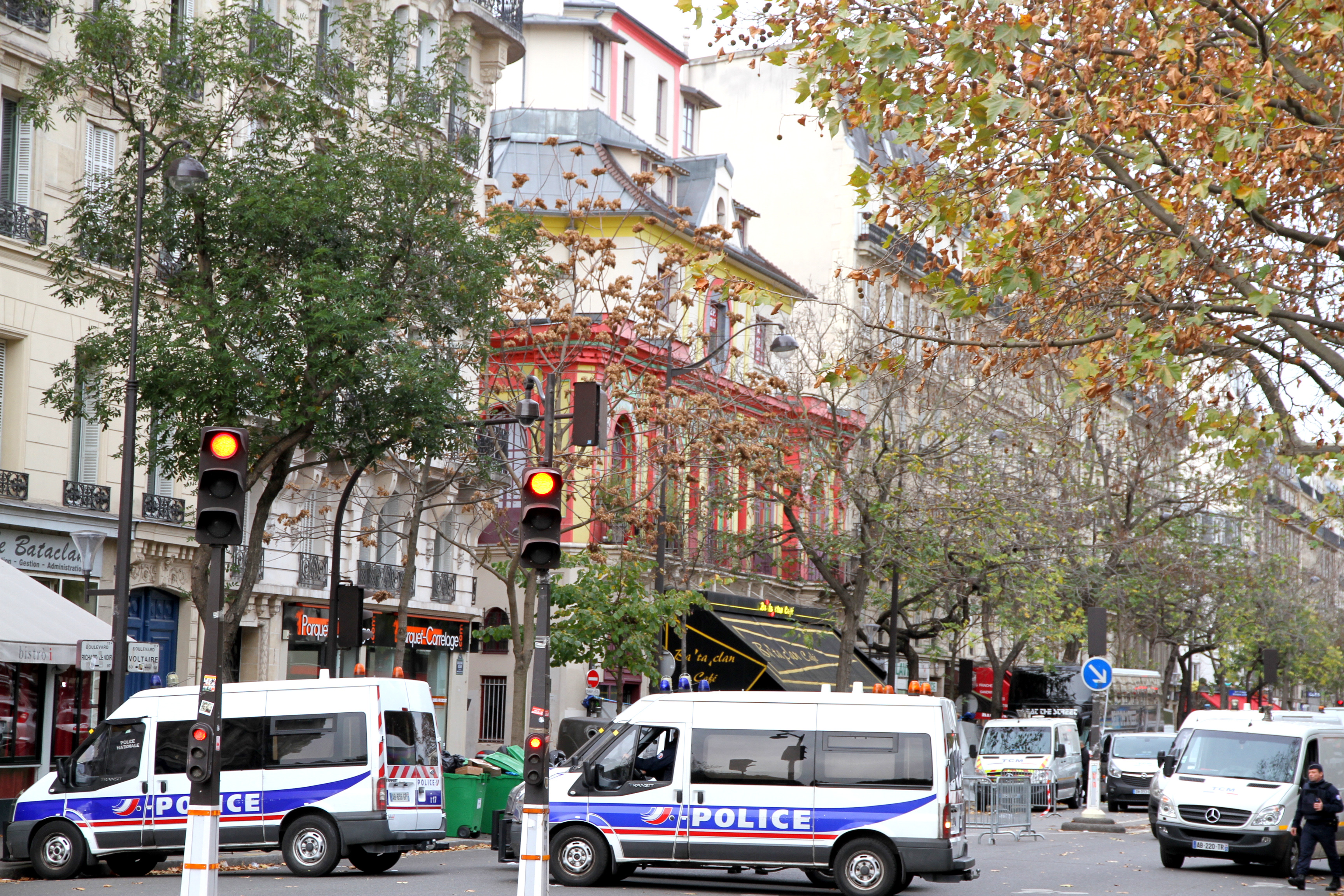
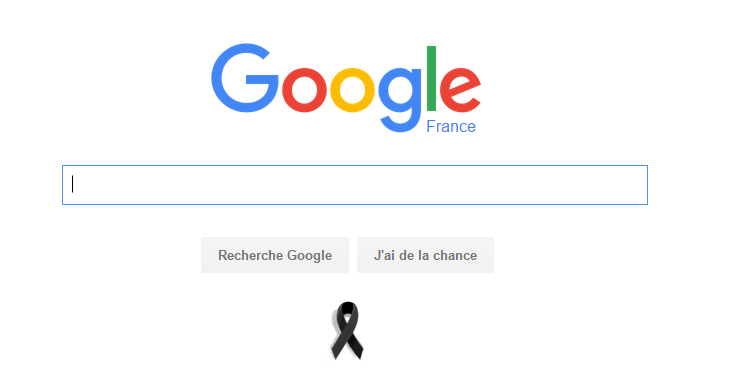
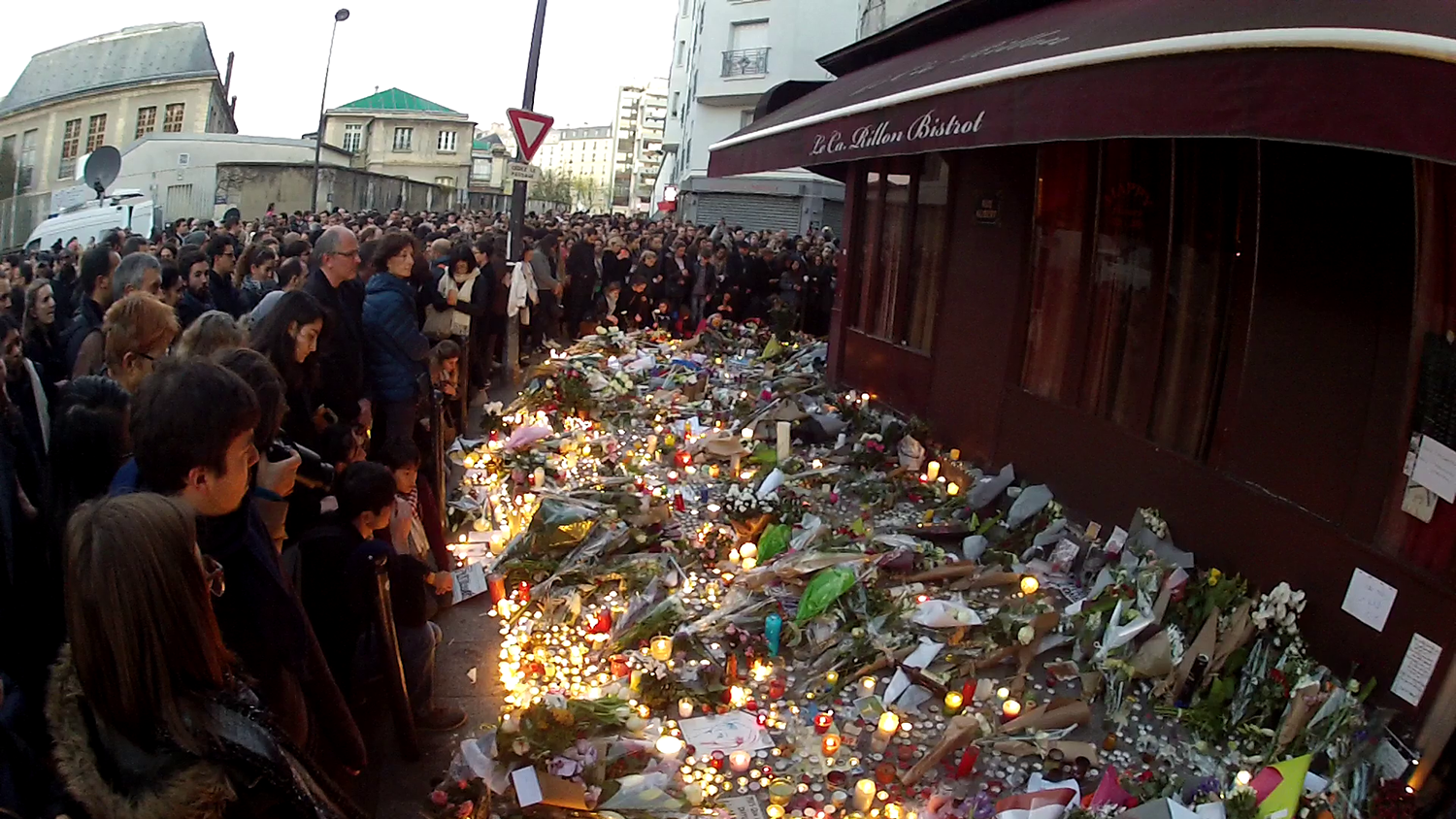

## واژه‌نامه
1. ↑  Stade de france
2. ↑  Saint-Denis
3. ↑  Bataclan
4. ↑  Rue Bichat
5. ↑  Rue de la Fontaine-au-Roi
6. ↑  Rue de Charonne
7. ↑  Boulevard Voltaire
8. ↑  canal St. Martin
9. ↑  Le Petit Cambodge
10. ↑  Le Carillon
11. ↑  La Belle Équipe
12. ↑  Eagles of Death Metal